# Fortunato Morrone
Fortunato Morrone (* 20. září 1958 Isola di Capo Rizzuto) je italský římskokatolický duchovní a arcibiskup Reggio Calabria-Bova.

## Život
Narodil se 20. září 1958 v Isola di Capo Rizzuto.
Vstoupil do kněžského semináře ve Veroně. Teologické vzdělávání získal na Papežské lateránské univerzitě. Dne 1. října 1983 byl arcibiskupem Giuseppe Agostinem vysvěcen na kněze a inkardinován do diecéze Crotone. Poté pokračoval ve studiu na Papežské univerzitě Gregoriana, kde získal doktorát z dogmatické teologie. Během studia se staral o pastoraci mládeže v římské farnosti Santa Caterina da Siena.
Po studiu se vrátil do své arcidiecéze, kde byl ustanoven farářem v Melisse. Od roku 1989 přednášel na Teologickém institutu Kalábrie a byl farářem u Santa Maria Prothospataris v Crotone. Roku 1994 byl jmenován arcibiskupským delegátem pro laiky, sekretářem kněžské rady a pastorační rady. Zastával další služby ve farnostech. Před jmenováním arcibiskupem byl okrskovým vikářem Isola di Capo Rizzuto.
Dne 20. března 2021 jej papež František jmenoval metropolitním arcibiskupem Reggio Calabria-Bova. Biskupské svěcení přijal 5. června z rukou arcibiskupa Angelo Raffaele Panzetta a spolusvětiteli byli arcibiskup Antonio Giuseppe Caiazzo a Giuseppe Fiorini Morosini. Dne 29. června obdržel od papeže pallium.